# Túnel de Eupalino
El Túnel de Eupalino o Acueducto Eupaliniano (griego: Ευπαλίνιον όρυγμα, Efpalinion orygma) es un túnel de 1036 m de largo localizado en Samos, Grecia, construido en el siglo VI a. C. para servir como acueducto. Dicho túnel es el segundo que se conoce en la historia que fue excavado desde ambos extremos (griego αμφίστομον, amfistomon, 'que tiene dos entradas') y el primero con un enfoque metódico en hacerlo. El túnel de Eupalino era también el túnel más largo de su tiempo. Hoy es una popular atracción turística.
El túnel de Eupalino fue, junto con el Pitagoreo y el Hereo de Samos, registrado como  Patrimonio de la Humanidad de la Unesco en el año 1992.

## Datos históricos
En el siglo VI a. C., Samos estaba gobernada por el famoso tirano Polícrates.
Durante su gobierno, dos grupos de trabajadores bajo la dirección del ingeniero Eupalino de Megara cavaron un túnel a través del monte Kastro para construir un acueducto para abastecer a la antigua capital de Samos, que hoy es llamado Pitagoreión, con agua fresca. Esto era de la mayor importancia defensiva, ya que el acueducto al correr bajo tierra no era fácil de ser encontrado por un enemigo que quisiera cortar el abastecimiento de agua.
El acueducto de Eupalino fue usado durante mucho tiempo, como lo prueban los hallazgos arqueológicos. Fue descubierto en 1882-1884 y actualmente está abierto al público.

## El texto de Heródoto
El acueducto o túnel de Eupalino es citado por Heródoto:

Y sobre los samios, ellos hicieron las tres obras más grandiosas del mundo griego: en un monte de unos 226 m de altura abrieron un túnel que comienza en la falda y que presenta una boca en cada ladera. La longitud del túnel es de siete estadios, mientras que su altura y su anchura tienen, respectivamente, ocho pies. De un extremo a otro del mismo hay excavado, además, otro túnel, de veinte codos de profundidad y tres pies de anchura, a través del cual llega hasta la ciudad, procedente de una gran fuente, el suministro de agua, que va encauzada por unos conductos. El ingeniero de dicho túnel fue el megareo Eupalino, hijo de Naústrofo. Esta es, en suma, una de las tres obras;...
Heródoto, Heródoto III.60.

## Técnicas topográficas
El método que empleó Eupalino para hacer que los dos grupos se encontraran en el medio de la montaña, está documentado por Hermann J. Kienast y otros investigadores. Con una longitud de 1036 metros, el subterráneo del acueducto de Eupalino es famoso hoy como una de las obras maestras de la ingeniería de la antigüedad.
Eupalino era consciente de que los errores en la medición podían hacerle perder el punto de encuentro de los dos equipos, horizontalmente o verticalmente. Por lo tanto, empleó las siguientes técnicas:

### En el plano horizontal
Desde dos líneas paralelas nunca encontradas, Eupalino reconoció que un error de más de dos metros horizontalmente (aproximadamente la sección de cruce era de 1,8 por 1,8 m), le haría perder el punto de encuentro. Habiendo calculado la posición esperada, cambió la dirección de ambos túneles, como se muestra en la imagen (uno a la izquierda y el otro a la derecha) para que un punto de cruce pudiera estar garantizado incluso si los túneles estaban previamente paralelos y lejanos.

### En el plano vertical
Las posibilidades de encuentro de los dos túneles, incrementando la altura de ambos. En el túnel del norte mantuvo el suelo horizontal e incrementó la altura del techo, mientras que en el túnel del sur, mantuvo el techo horizontal e incrementó la altura cambiando el nivel del suelo. Sus precauciones en este sentido fueron innecesarias, debido a que las mediciones indican que prácticamente no había ningún error.

## Datos constructivos

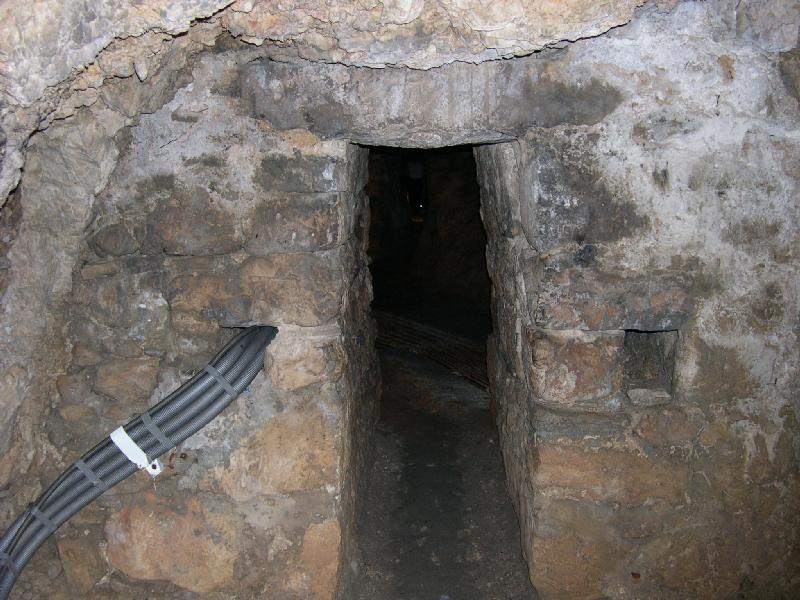
Entrada del Túnel de Eupalino.

Explorado completamente en los años 70, el acueducto llevaba el agua de una fuente situada en la vertiente norte del Ampelos: el agua se recogía en una gran cisterna y se hacía pasar por unas tuberías de terracota, por las que llegaba al túnel.
El túnel atravesaba en una longitud de 1045 m el Ampelos y estaba compuesto de dos partes: un acceso y una galería inferior por la que pasaba la canalización propiamente dicha.
El primero, de 1.90 m de altura y 63 cm de anchura, está excavado en la roca. Tan sólo en algunos tramos se hizo necesario un arreglo artificial con grandes bloques de piedra caliza y techo a dos aguas. En el fondo de este pasadizo superior se excavaron una serie de pozos, a partir de los cuales se procedió a la abertura del canal, de apenas 1,50 m de altura, en el que se encontraba la conducción de terracota. La salida del túnel se encontraba en el interior de la muralla y, desde aquí, la conducción continuaba hasta una o más fuentes que todavía no han sido localizadas.
En las paredes del túnel superior se había pintado en caracteres arcaicos la inscripción parádeigma, que indicaba el «modelo» a seguir en los trabajos. A lo largo de toda la galería inferior corre un línea horizontal que indicaba el nivel exacto que había de seguirse en la excavación. Así se consiguió una pendiente bastante regular de 0,4 %. Cada 63 m hay una señal vertical, que lleva al lado un número y un nombre, el del responsable de cada uno de los grupos de trabajos.